# مجنون فرح (فلم)
مجنون فرح (بالفرنسية: Une histoire d'amour et de désir)، هُو فيلم دراما تونسي صدر سنة 2021 وأخرجته ليلى بوزيد.

## وصلات خارجية
- مجنون فرح  في قاعدة بيانات الأفلام على الإنترنت (بالإنجليزية)